# 心跳回憶 Only Love
《心跳回憶 Only Love》是科樂美數位娛樂製作、東京電視台自2006年10月2日到2007年3月26日播放的日本電視動畫，以科樂美數位娛樂在日本國內營運的網路遊戲《心跳回憶Online》裡的世界觀為基礎而製作。

## 故事簡介
轉學到私立「紡野高中」就讀的原創角色青葉陸，在轉學的頭一天即被該校自由的學風弄得暈頭轉向。那樣的他在遭遇了學校的偶像天宮小百合一行人即周旋其間。

## 人物介紹

### 主要登場人物
青葉陸（聲優：宮野真守）
主要主角，動畫版原創人物暨Only Love劇情視點人物，紡野高中二年A班學生。從東北深雪的港口轉到紡野高中。因為父母工作的關係，國小定居在福岡縣，國中定居在北海道；在這期間還輾轉搬到全國各地。本人只希望過幸福的生活，卻經常被捲進學生會的活動裡。沒有特別拿手的技術，不過逃跑的速度卻是出乎意料的快。不知道為什麼，還能聽懂小雞說的話。因為能夠與小百合一起工作的關係，還參加了幾乎是在做打雜工作的文化祭實行委員。不過因為A班後來在文化祭開設的鬼屋相當地成功，也使得他一下子變成校園內的紅人。
天宮小百合（聲優：牧島有希）
女主角之一，紡野高中二年A班學生。16歲、A型、9月17日出生。身高162cm、體重46kg。有著端莊的容貌、優秀的成績加上運動全能以及擅長料理的特質。對其他人總是非常的溫柔，同時也非常照顧班上的同學。在學校內，喜歡小百合的男學生們組成了一個人數眾多的親衛隊；這些親衛隊們為了突顯小百合的特質，便開始到處宣傳所謂的「天宮小百合傳說」，其中大部分的故事都是經過誇飾過甚至是根本就不存在的。在文化祭的時候，受到綜合演劇部的邀請，演出意外的成功。後來慢慢喜歡上青葉陸，在第26話和陸成為情侶。在家裡養了一隻名為「エル」的狗。在最終話中陸即將離校時用廣播把自己的心意傳送給陸，二人在許願之樹下結為情侶。之後陸轉學到光輝高校，二人聯繫未斷
櫻井晴（聲優：中尾涼平）
主角之一，現任紡野高中學生會會長。雖然人氣頗高、得到許多學生的支持，但有困難時仍受到小百合的援助。雖然使命感和行動力強勁，本人完全缺乏責任感。經常因突發奇想的點子困擾幫忙的小百合和陸，在動畫的終末對小百合表示好感。
春日司（聲優：吉川友佳子）
女主角之一，紡野高中二年B班學生。高中二年級B班。16歲、O型、11月25日出生。身高157cm、體重45kg。參加女子排球社的她，做什麼事情都很積極，總是夢想著能有命運般的相遇。在某日上學時與陸撞個正著，她相信這是命運的相遇，之後便積極的追求陸。在料理的方面相當不拿手，她做的便當經常使身邊的人受害。故事尾聲時，即將畢業的女子排球社主將大珠裕美把主將職位交給了她。男友是青葉陸(自稱)，兩人最後分手了。
彌生水奈（聲優：藤田咲）
女主角之一，紡野高中一年C班學生。15歲、AB型、3月11日出生。身高148cm、體重39kg。游泳社的社員，得意的項目是仰式。對自己沒有自信且沉默寡言。在圖書館要拿一本自己拿不到的書（是關於海豚的書，這是水奈最喜歡的動物）與轉學生陸認識。因為一直無法超越自身的紀錄而感到苦惱，後來陸當她的精神方面的教練之後，才又成功的刷新了自己的紀錄。喜歡陸。
犬飼洸也（聲優：高橋廣樹）
主角之一，紡野高中二年A班學生。在班上是十分孤高不理人的問題學生，動畫中與同學陸座位相鄰。實際上是愛好繪畫的好人，在某次陸得知後兩人便要好起來，也在陸轉學前感到難過。被美術社的學妹愛川桃愛慕，但洸也似乎從未注意過。很容易和小貓與各種動物親近。

### 其他角色
加山優介（聲優：吉野裕行）
紡野高中二年級A班的學生，是陸的同班同學及朋友，創建了有關紡野高中女學生個人資料的數據庫。優介本人十分熟悉“天宮小百合傳說”，也十分崇拜天宮小百合。和陸關係密切，可以提供有關紡野高中學生的情報。為運動少女控及女僕控。
小雞（聲優：門脇舞）
紡野高中飼育小屋飼養的小雞，戰鬥力極高，是《心跳回憶Online》的吉祥物。
エル
小百合飼養的英國古代牧羊犬，小百合放假時會帶牠去公園散步
石打一郎（聲優：谷山紀章）
紡野高中三年級學生，棒球社主將，很受女同學歡迎。
神野領一（聲優：小西克幸）
紡野高中三年級學生，田徑社主將，很受女同學歡迎。
內海小鮎（聲優：松來未祐）
紡野高中三年級學生，游泳社主將，擁有傲人的雙峰，擅長蝶泳。
大珠裕美（聲優：豐口惠）
紡野高中三年級學生，女子排球社主將，在畢業前夕將女子排球社主將職位交給司。
愛川桃（聲優：釘宮理惠）
紡野高中一年級學生，美術社社員，在第6、11、17、20、22、24、26話登場，是水奈的親友。愛慕洸也。
針縫由布子（聲優：門脇舞）
紡野高中家政老師，眼鏡娘。
藥研粒一（聲優：岸尾大輔）
紡野高中化學老師，埋首於研究與實驗的瘋狂科學家。
黑十影操（聲優：飛田展男）
紡野高中音樂老師，年齡與性別不詳，在第1、4、7、13、14、15、16、17、26話登場。
赤星浩美（聲優：伊丸岡篤）
紡野高中體育老師，以嚴苛方式教育學生，經常穿著襯衫、手持竹刀，被學生稱為「紅魔鬼老師」。
若竹遙（聲優：椎名碧流）
紡野高中英文老師。
城崎文彥（聲優：伊丸岡篤）
紡野高中國文老師。
保科直美（聲優：淺野真澄）
紡野高中保健室老師，喜歡喝酒。
理事長秘書（聲優：齋賀光希）
紡野高中理事長秘書，妖艷的眼鏡娘。
福利社的姐姐（聲優：齋藤千和）
紡野高中福利社店員，沒有名字，年齡不詳，總是笑臉迎人。經常在福利社外突然現身，有如女忍者。
焚化爐女神（聲優：井上喜久子）
紡野高中焚化爐的女神。
東野由香里（聲優：田村由香里）
日本偶像，出生於福岡縣，於第14話登場，是陸的青梅竹馬。
Metal Yuhki（聲優：Metal Yuhki）
《心跳回憶 Only Love》的監修，於第17話登場。
西田奈津美（聲優：西田奈津美）
出席紡野高中文化祭的寫真偶像，於第17話登場。
蹴戶賢（聲優：伊藤健太郎）
在少年足球隊擔任教練的大學生，於第18話登場。
爆裂山（聲優：羽佐間道夫）
紡野高中校長，僅出現於第26話。

## 主題曲
片頭曲
- 「予感」

作詞：黒須チヒロ
作曲：渡邊拓也
編曲：m-takeshi
歌：天宮小百合（牧島有希）
片尾曲
- 「奇蹟のかけら」（第1～16話）

作詞：渡邊亞希子
作曲：小松一也
編曲：中西亮輔
歌：天宮小百合（牧島有希）、春日司（吉川友佳子）、彌生水奈（藤田咲）
- 「秘密」（第17～25話）

作詞：黒須チヒロ
作曲：上原武
編曲：松井寬
歌：天宮小百合（牧島有希）、春日司（吉川友佳子）、彌生水奈（藤田咲）

## 各話標題
| 話數 | 標題                | 腳本                | 分鏡                         | 演出                         | 作畫監督                                   | 總作畫監督        | 備考                                                    |
| ---- | ------------------- | ------------------- | ---------------------------- | ---------------------------- | ------------------------------------------ | ----------------- | ------------------------------------------------------- |
| 1    | 心跳的相遇 （ときめきの出会い）     | 渡邊陽              | 高本宣弘                     | 高本宣弘                     | 永田正美                                   | 中原清隆          |                                                         |
| 2    | 心跳的命運 （ときめきの運命）     | 渡邊陽              | 渡邊慎一                     | 石倉賢一                     | 西尾公伯                                   | 中原清隆 永田正美 |                                                         |
| 3    | 心跳的放學後 （ときめきの放課後）   | 渡邊陽              | 中村主水                     | 德本善信                     | 大河原晴男                                 | 中原清隆          |                                                         |
| 4    | 心跳的水面 （ときめきの水面）       | 渡邊陽              | 別所誠人                     | 古川順康                     | 松原豊                                     | 中原清隆          |                                                         |
| 5    | 心跳的事故 〔〕     | 渡邊陽              | 伊藤浩二                     | 伊藤浩二                     | 佐野英敏                                   | 中原清隆          |                                                         |
| 6    | 心跳的雨 （ときめきの雨）       | 渡邊陽              | 中村主水                     | 秋田谷典昭                     | 山岸正和                                   | 中原清隆          |                                                         |
| 7    | 心跳的告白 （ときめきの告白）     | 渡邊陽              | 齋藤久                       | 齋藤久                       | 瀧川和男                                   | 中原清隆          |                                                         |
| 8    | 心跳的時刻 （ときめきの時）     | やのよしたか        | 久米一成                     | 久米一成                     | 小澤圓                                     | 中原清隆 永田正美 |                                                         |
| 9    | 心跳的大海 （ときめきの海）     | 渡邊陽              | 永本敬二郎                   | 石倉賢一                     | 西尾公伯                                   | 中原清隆          |                                                         |
| 10   | 心跳的夕陽 （ときめきの夕暮れ）     | 渡邊陽              | 中村主水                     | 白石道太                     | 大河原晴男 永田正美                        | 中原清隆          |                                                         |
| 11   | 心跳的記憶 〔〕     | やのよしたか        | 古川順康                     | 古川順康                     | 松原豊                                     | 中原清隆          |                                                         |
| 12   | 心跳的夜晚 （ときめきの夜）     | 渡邊陽              | 伊藤浩二                     | 伊藤浩二                     | 佐野英敏                                   | 中原清隆          |                                                         |
| 13   | 心跳的秘密 （ときめきの秘密）     | 渡邊陽              | 永本敬二郎                   | 青柳宏宣                     | 西澤真也                                   | 中原清隆          |                                                         |
| 14   | 心跳的轉學生 （ときめきの転校生）   | やのよしたか        | 中村主水                     | 長村伸治                     | 渡邊浩二                                   | 中原清隆 永田正美 |                                                         |
| 15   | 心跳的現實 〔〕     | やのよしたか        | 山田次郎                     | 丸山由太                     | 小澤円                                     | 中原清隆          |                                                         |
| 16   | 心跳的瞬間 （ときめきの瞬間）     | 渡邊陽              | 永本敬二郎                   | 五十嵐達矢                   | 川口理惠                                   | 中原清隆          |                                                         |
| 17   | 心跳的文化祭 （ときめきの文化祭）   | 渡邊陽              | 古川順康                     | 古川順康                     | 松原豊                                     | 中原清隆          |                                                         |
| 18   | 心跳的勇氣 （ときめきの勇気）     | やのよしたか        | 中村主水                     | 岩本保雄                     | 瀧川和男                                   | 中原清隆 永田正美 | TV版未播映                                              |
| 19   | 心跳的修學旅行 （ときめきの修学旅行） | 渡邊陽              | 伊藤浩二                     | 伊藤浩二                     | 佐野英敏                                   | 中原清隆          | TV版第18話                                              |
| 20   | 心跳的信息 〔〕     | やのよしたか        | 永本敬二郎                   | 青柳宏宣                     | 山岸正和                                   | 中原清隆 永田正美 | TV版第19話                                              |
| 21   | 心跳的思念 （ときめきの想い）     | 渡邊陽              | 中村主水                     | 淺見松雄 高田昇弘            | 西澤真也                                   | 中原清隆 永田正美 | TV版第20話                                              |
| 22   | 心跳的聖誕夜 〔〕   | やのよしたか        | 永本敬二郎                   | 築豊太郎                     | 植田洋一                                   | -                 | TV版第21話                                              |
| 23   | 心跳的新年 （ときめきの新年）     | 渡邊陽              | 中村主水                     | 古川順康                     | 川口理惠                                   | -                 | TV版第22話                                              |
| 24   | 心跳的禮物 〔〕     | 渡邊陽              | 中村主水                     | 五十嵐達矢                   | 松原豊                                     | -                 | TV版第23話                                              |
| 25   | 心跳的離別 （ときめきの別れ）     | 渡邊陽              | 伊藤浩二                     | 伊藤浩二                     | 佐野英敏 西澤真也 伊藤浩二                 | 中原清隆          | TV版第24話                                              |
| 25.5 | 心跳的選擇 （ときめきの選択）     | 渡邊陽 やのよしたか | 伊藤浩二 永本敬二郎 中村主水 | 伊藤浩二 青柳宏宣 五十嵐達矢 | 佐野英敏 山岸正和 松原豊 西澤真也 伊藤浩二 | 中原清隆 永田正美 | 2007年3月25日，在2007 東京國際動畫博覽會 的科樂美館放映 |
| 26   | 心跳的祝願 （ときめきの願い）     | 渡邊陽              | 高本宣弘                     | 高本宣弘                     | 中原清隆                                   | -                 | TV版第25話                                              |

※註：TV版未播放的第18話「心跳的足球（暫名）」〔〕，在零售版DVD以「心跳的勇氣」（ときめきの勇気）為名收錄。
※DVD版追加第25.5話「心跳的選擇」（ときめきの選択），內容是第25話的局部擴充版。

## 播放電視台
日本深夜動畫：下文記載的日本国内播放時間使用日本標準時間（UTC+9）表示。因為部分時間标识會採用30小时制，因此請留意这类超过24:00的时间，其實際播放時間為翌日清晨。
| 播放電視台 | 播放日期                     | 播放時間            |
| ---------- | ---------------------------- | ------------------- |
| 東京電視台 | 2006年10月2日～2007年3月26日 | 星期一 25:30～26:00 |
| 愛知電視台 | 2006年10月6日～2007年3月30日 | 星期五 26:28～26:58 |
| 大阪電視台 | 2006年10月6日～2007年3月30日 | 星期五 26:30～27:00 |
| AT-X       | 2006年10月26日～2007年4月9日 | 星期四 10:30～11:00 |
| 岐阜放送   | 2007年4月7日～2007年9月22日  | 星期六 26:30～27:00 |

## 外部連結
- 科樂美數位娛樂官方網站 （页面存档备份，存于）
- 東京電視台官方網站 （页面存档备份，存于）
- 官方部落格
- 官方網路電台
- 手機遊戲版官方網站 （页面存档备份，存于）